# Tolkmicko

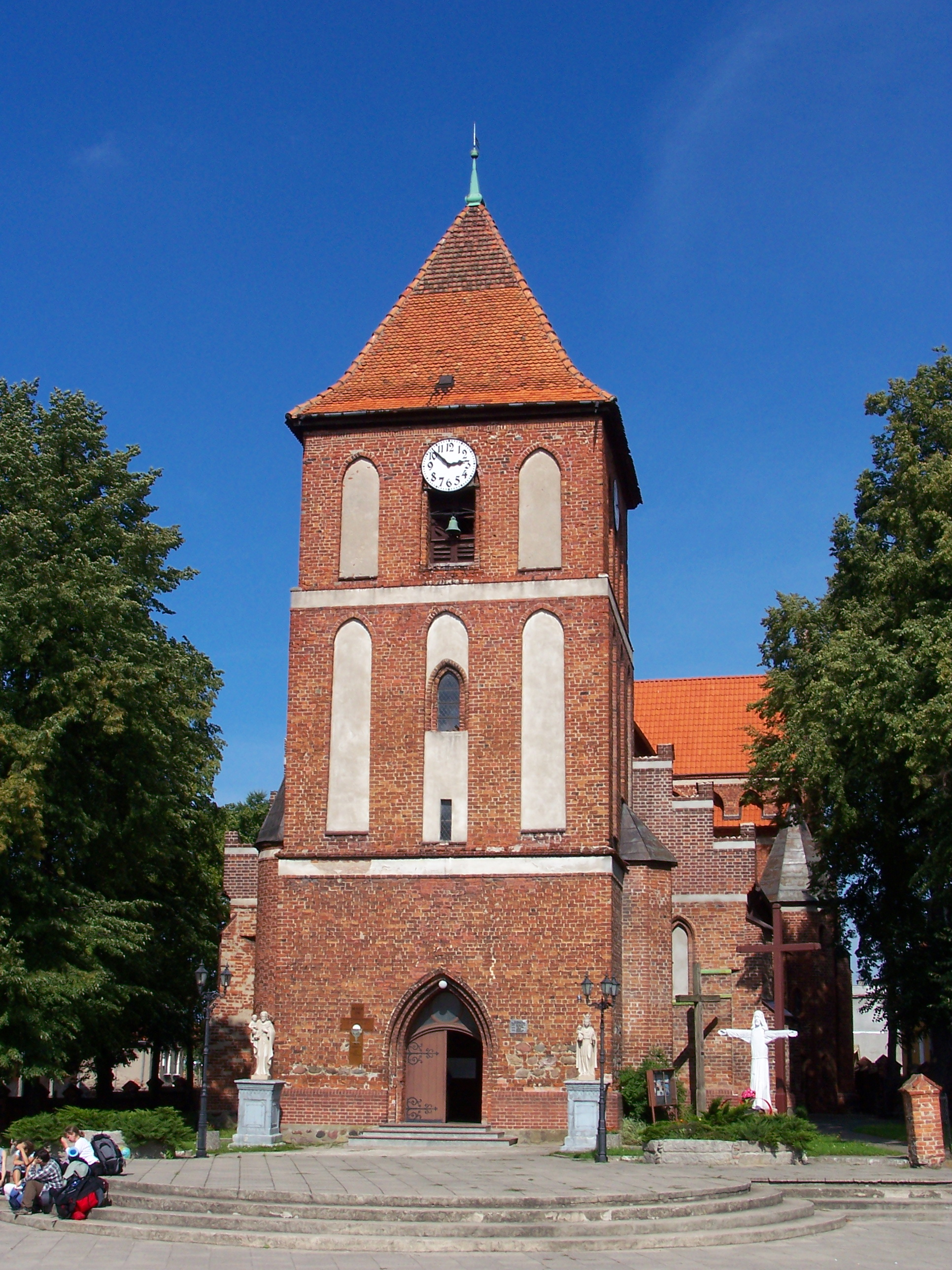
Tolkmicko

Tolkmicko (în germană Tolkemit) este un oraș în Polonia.